# Ghamrin
Ghamrin (arab. غمرين) – miejscowość w Egipcie, w muhafazie Al-Minufijja. W 2006 roku liczyła 19 867 mieszkańców.